# زمان نسبی ترومبوپلاستین

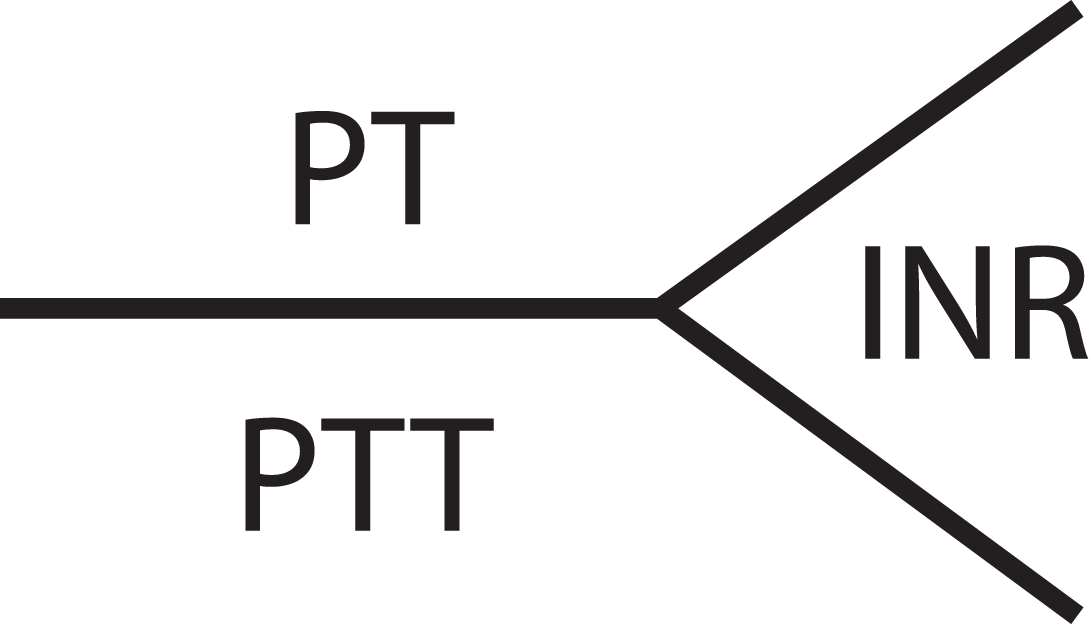
زمان نسبی ترومبوپلاستین

زمان نسبی ترومبوپلاستین (به انگلیسی: Partial thromboplastin time) فعالیت مسیر داخلی انعقاد خون و فاکتورهای I, II, V, VIII, IX, X, XI و XII را اندازه میگیرد. طولانی شدن آن در اثر کاهش یا عدم فعالیت این فاکتورها به‌وجود میآید.

## علل تغییر
کمبود همه عوامل انعقاد خون ذکر شده در بالا مانند فاکتور VIII در هموفیلی A یا سایر بیماریهای کمبود مادرزادی این فاکتورها مانند هموفیلی B و C ، فون ویلبراند لوپوس ، هپارین و مصرف عوامل انعقادی (DIC) موجب افزایش PTT می‌شوند. کاهش آن به هر دلیل احتمالاً موجب افزایش خطر انعقاد نابجای خون می‌شود مانند ترومبوآمبولی.

## مقدارطبیعی
مقدار طبیعی PTT بین 25 تا 39 ثانیه است.
طولانی شدن PT و PTT با هم : کمبود فاکتور X ، V یا II ، کمبود ویتامین k در مراحل دیررس
در صورت مشاهده اختلال در هرکدام از آزمون‌های PT یا PTT بهتر است آزمون مخلوط‌سازی هم انجام گیرد . در این روش حجم مساوی از پلاسمای نرمال به پلاسمای بیمار اضافه می‌شود . چنانچه PT و PTT پس از مخلوط شدن با پلاسمای سالم همچنان غیرطبیعی باشد ، نشانه وجود یک مهارکننده انعقادی ( آنتی بادی ) یا هپارین می‌باشد . 